# 의성 대곡사 대웅전
의성 대곡사 대웅전(義城 大谷寺 大雄殿)은 대한민국 경상북도 의성군 다인면 대곡사에 있는 조선시대의 대웅전이다. 2014년 7월 3일 대한민국의 보물 제1831호로 지정되었다.

## 지정 사유
의성 대곡사는 고려 공민왕 17년(1368년) 지공(指空)이 원나라와 고려를 다니면서 불법을 펼친 것을 기념하기 위해 지은 절이라 전한다. 처음 세운 목적에 따라 대국사라 명명지었다가 임진왜란 때 전소되어 1605년(선조 38) 탄우(坦祐)가 중창하면서 대곡사로 바꾸었다. 창건 시기에 대해서는 1960년 앞 텃밭에서 출토된 통일신라 후기 조성으로 추정되는 금동불상과 고려 초기의 다층석탑 그리고 이규보의 '대곡사 탐방시구(探訪詩句)' 등의 자료로 미루어 신라 말에서 고려 초로 보는 견해도 있으나 세월이 오래되고 유구 등이 확인되지 않아 정확히 알 수 없다.
의성 대곡사의 중심 불전인 대웅전은 정면 3칸, 측면 2칸 규모의 다포계양식으로 1687년(숙종 13)에 태전선사(太顚禪師)가 다시 중건하였다. 내부의 불단이 후열 평주선보다 뒤쪽에 위치했는데 이런 불단의 위치는 평면구성이 같은 다포계 팔작 불전에서는 18세기 이후 점차 줄어드는 모습으로 중건(17세기 후반) 당시의 건축사적 경향을 읽게 한다.
또한 후면 서측 협칸에는 영쌍창구조(창호 중간에 기둥을 두어 창문이 두 개처럼 보이게 한 창)가 있고 좌․우측면과 배면의 벽체에 중인방 없이 세로 벽선을 세웠으며 정면과 양측면의 기둥뿌리에는 쪽마루가 설치되었던 것으로 보여지는 큰 구멍이 있는데, 불전 정면에 마루를 둔 예나 영쌍창과 세로벽선은 18세기 이전 건물에서 주로 찾아 볼 수 있는 고식이다.
다포계 형식의 포작은 내외 3출목이며 건물의 전후 좌우면 기둥간격을 동일하게 하고, 주간에 두구씩의 공포를 배치하여 지붕하중을 안정되게 받게 하였으며 이로 인해 건축공간계획과 구조계획이 함께 설계된 세심하고 능숙한 기법을 볼 수 있다. 기둥이나 보 등의 구조부재는 섬세한 가공이나 미적 의장성은 최소화하고, 가구의 구조형식은 간결하면서 명확하게 결구되어 있다.
대곡사 대웅전의 특징으로 들 수 있는 공포의 동일한 내외출목수, 배면 개구부의 창호구성(영쌍창), 불단의 배치, 건물 정면의 외부 마루 흔적 등은 중건 당시의 시기적 경향을 읽을 수 있는 모습으로 의성 지역의 불교사찰이 부흥하기 시작한 시대의 양식 변화를 살펴 볼 수 있는 자료로서 건축사적 가치가 크다.

## 같이 보기
- 대곡사

## 참고 자료
- 의성 대곡사 대웅전 - 국가유산청 국가유산포털
- 이 문서에는 문화재청에서 공공누리 제1유형으로 배포된 자료를 바탕으로 한 내용이 포함되어 있습니다.